# Kosmos 2335
Kosmos 2335, ruski pomorski izviđački satelit iz programa Kosmos. Vrste je US-PU (br. 5L).
Lansiran je 11. prosinca 1996. godine u 12:00 s kozmodroma Bajkonura (Tjuratam) u Kazahstanu. Lansiran je u nisku orbitu oko planeta Zemlje raketom nosačem Ciklon-2 11K69. Orbita mu je bila 401 km u perigeju i 416 km u apogeju. Orbitna inklinacija bila mu je 65,04°. Spacetrackov kataloški broj je 24670. COSPARova oznaka je 1996-069-A. Zemlju je obilazio u 89,25 minuta. Pri lansiranju bio je mase 3150 kg. 
Zadaća mu je bila otkriti neprijateljske vojne snage otkrivanjem i trianguliranjem njihovih elektromagnetskih odašiljanja (radio, radar i dr.).
Vratio se u atmosferu 1. siječnja 1999. godine. Dio ovog satelita, VKS-ov 11S692 također je bio kružio u orbiti i vratio se u atmosferu 12. prosinca 1996. godine. Cosparovih oznaka od 1996-069B i Spacetrackovog kataloškog broja od 24671. Bio je u orbiti od 112x362 km, inklinacije 65,01° i obilazio je Zemlju u 89,25 minuta.

## Vanjske poveznice
- N2YO.com Search Satellite Database
- Celes Trak SATCAT Format Documentation (engl.)
- Kunstman  Arhivirana inačica izvorne stranice od 12. kolovoza 2019. (Wayback Machine) Satellites in Orbit (engl.)